# Llac Saint Clair (Amèrica del Nord)
El Llac Saint Clar o Llac Santa Clara (en anglès:Lake St. Clair, en francès: Lac Sainte-Claire) és un llac d'aigua dolça que es considera que forma part dels Grans Llacs d'Amèrica del Nord, encara que rarament se cita dins la llista d'aquests llacs. Rep el seu nom probablement en honor de la santa Clara d'Assís i es troba entre la província canadenca d'Ontario i l'estat de Michigan dels Estats Units. La seva línia central forma part de la frontera entre Canadà i els Estats Units. Es troba prop de Detroit. Ocupa una superfície de 1.100 km². Junt amb el Riu Saint Clair i el Riu Detroit, el llac St. Clair connecta el Llac Huron (que és al seu nord) amb el Llac Erie (que es troba al sud). Cubica 3,4 km3. Es troba auna altitud de 175 metres.
La seva fondària mitjana és de només 3,4 metres i la fondària màxima natural és de 6,5 m, tanmateix s'ha dragat per permetre'n la navegació interior. Les seves aigües surten cap al riu Detroit i després cap al Llac Erie.